# Laze (Chorwacja)
Laze – wieś w Chorwacji, w żupanii brodzko-posawskiej, w gminie Staro Petrovo Selo. W 2011 roku liczyła 314 mieszkańców.